# Messerschmitt Me 509
O Messerschmitt Me 509 foi um projecto da Messerschmitt para um avião de caça. Teria uma fuselagem toda em metal, trem de aterragem em triciclo e cockpit pressurizado. Foi baseado no Me 309, contudo, o motor passou a estar no centro da fuselagem (no Me 309 estava na frente da fuselagem, fazendo com que por vezes colapsa-se).